# Fritz Franz Maier
Fritz Franz Maier (* 19. Juli 1844 in Znaim, Mähren; † 15. Dezember 1926 in Wien) war ein österreichischer Schiffskonstrukteur.
Fritz Franz Maier, Sohn eines Militärarztes, interessierte sich seit seiner Kindheit in Venedig für den Schiffbau. Er studierte von 1861 bis 1865 am Polytechnischen Institut in Wien. Er war dann auf Werften in Triest, Budapest, den USA, England und Schottland tätig. Er war österreichischer Vertreter in der internationalen Studienkommission zur Untersuchung der Schiffbarkeit der Flüsse Sibiriens und anschließend Leiter der Flussregulierung in Bosnien und der Herzegowina. Dort entwickelte er die unkenterbaren Drinaboote. Ab 1898 widmete er sich ganz der Verminderung des Eigenwiderstandes und der Erhöhung der Seetüchtigkeit durch Entwicklung einer Schiffsform mit gleitendem Rumpf ("Maierform"). Trotz erfolgreicher Schleppversuche in der schiffbautechnischen Versuchsanstalt des Norddeutschen Lloyd in Lehe (Bremerhaven) wurde erst während des Ersten Weltkriegs von der österreichisch-ungarischen Kriegsmarine ein Tender in dieser Form gebaut.
Im Jahr 1927, nach dem Unfalltod Maiers, gründeten seine Söhne Erich und Werner Maier in Bremen und New York die Maier-Schiffsform-Verwertungs-GmbH. 1928 lief das erste Maier-Wien-Hochseeschiff vom Stapel.